# Liste der Kulturdenkmäler in Niederklein
Die folgende Liste enthält die in der Denkmaltopographie ausgewiesenen Kulturdenkmäler auf dem Gebiet des Ortsteils Niederklein der  Stadt Stadtallendorf, Landkreis Marburg-Biedenkopf, Hessen.
Hinweis: Die Reihenfolge der Denkmäler in dieser Liste orientiert sich an der Anschrift, alternativ ist sie auch nach der Bezeichnung oder der Bauzeit sortierbar.
Kulturdenkmäler werden fortlaufend im Denkmalverzeichnis des Landes Hessen durch das Landesamt für Denkmalpflege Hessen auf Basis des Hessischen Denkmalschutzgesetzes (HDSchG) geführt. Die Schutzwürdigkeit eines Kulturdenkmals hängt nicht von der Eintragung in das Denkmalverzeichnis des Landes Hessen oder der Veröffentlichung in der Denkmaltopographie ab.

Die Liste der Kulturdenkmäler in Schweinsberg enthält alle Kulturdenkmäler auf dem Gebiet des Stadtteils Niederklein in Stadtallendorf, die in der vom Landesamt für Denkmalpflege Hessen 2002 herausgegebenen Denkmaltopographie Landkreis Marburg-Biedenkopf I veröffentlicht wurden.

## Legende
- Bezeichnung: Nennt den Namen, die Bezeichnung oder die Art des Kulturdenkmals.
- Lage: Nennt den Straßennamen und wenn vorhanden die Hausnummer des Kulturdenkmals. Die Grundsortierung der Liste erfolgt nach dieser Adresse. Der Link „Karte“ führt zu verschiedenen Kartendarstellungen und nennt die Koordinaten des Kulturdenkmals.
- Beschreibung: Nennt bauliche und geschichtliche Einzelheiten des Kulturdenkmals, vorzugsweise die Denkmaleigenschaften. In Klammern sollte die Begründung des Denkmalwertes abgekürzt angegeben werden: g = geschichtlich, k = künstlerisch, s = städtebaulich, t = technisch, w = wissenschaftlich.
- Bauzeit: Gibt die Datierung an; das Jahr der Fertigstellung bzw. den Zeitraum der Errichtung. Eine Sortierung nach Jahr ist möglich.

## Gesamtanlage Niederklein
| Bild            | Bezeichnung                                     | Lage | Beschreibung                                                                                              | Bauzeit | Daten |
| --------------- | ----------------------------------------------- | --- | --- | ------- | ----- |
| Bild gesucht BW | Gesamtanlage Niederklein                        | Am Hintertor, Am Untertor, Hauptstraße, Hintergasse, Kirchhainer Straße 1–13, Littau, Mittelgasse, Obergasse, Schweinsberger Straße 1–13, 2–10, Zur Kirche Lage | |         |       |
| Bild gesucht BW |                                                 | Am Hintertor 2 Lage | (nur als Teil der Gesamtanlage)                                                                           |         |       |
| Bild gesucht BW |                                                 | Am Hintertor 3 Lage | |         |       |
| Bild gesucht BW |                                                 | Am Hintertor 4 Lage | (nur als Teil der Gesamtanlage)                                                                           |         |       |
| Bild gesucht BW |                                                 | Am Untertor Straßenraum Lage | |         |       |
| Bild gesucht BW |                                                 | An der Hauptstraße 1 Lage | (nur als Teil der Gesamtanlage)                                                                           |         |       |
| Bild gesucht BW |                                                 | An der Hauptstraße 2 Lage | |         |       |
| Bild gesucht BW |                                                 | An der Hauptstraße 3 Lage | (nur als Teil der Gesamtanlage)                                                                           |         |       |
| Bild gesucht BW |                                                 | An der Hauptstraße 4 Lage | |         |       |
| Bild gesucht BW |                                                 | An der Hauptstraße 5 Lage | |         |       |
| Bild gesucht BW |                                                 | An der Hauptstraße 6 Lage | |         |       |
| Bild gesucht BW |                                                 | An der Hauptstraße 7 Lage | (nur als Teil der Gesamtanlage)                                                                           |         |       |
| Bild gesucht BW |                                                 | An der Hauptstraße 8 Lage | |         |       |
| Bild gesucht BW |                                                 | An der Hauptstraße 9 Lage | (nur als Teil der Gesamtanlage)                                                                           |         |       |
| Bild gesucht BW |                                                 | An der Hauptstraße 10 Lage | |         |       |
| Bild gesucht BW |                                                 | An der Hauptstraße 11 Lage | |         |       |
| Bild gesucht BW |                                                 | An der Hauptstraße 12 Lage | |         |       |
| Bild gesucht BW |                                                 | An der Hauptstraße 14 Lage | |         |       |
| Bild gesucht BW |                                                 | An der Hauptstraße 17 Lage | (nur als Teil der Gesamtanlage)                                                                           |         |       |
| Bild gesucht BW |                                                 | An der Hauptstraße 18 Lage | |         |       |
| Bild gesucht BW |                                                 | An der Hauptstraße 19 Lage | (nur als Teil der Gesamtanlage)                                                                           |         |       |
| Bild gesucht BW |                                                 | An der Hauptstraße 20 Lage | |         |       |
| Bild gesucht BW |                                                 | An der Hauptstraße 21 Lage | (nur als Teil der Gesamtanlage)                                                                           |         |       |
| Bild gesucht BW |                                                 | An der Hauptstraße 22 Lage | |         |       |
| Bild gesucht BW |                                                 | An der Hauptstraße 24 Lage | |         |       |
| Bild gesucht BW |                                                 | An der Hauptstraße 25 Lage | |         |       |
| Bild gesucht BW |                                                 | An der Hauptstraße 26 Lage | (nur als Teil der Gesamtanlage)                                                                           |         |       |
| Bild gesucht BW |                                                 | An der Hauptstraße 27 Lage | (nur als Teil der Gesamtanlage)                                                                           |         |       |
| Bild gesucht BW |                                                 | An der Hauptstraße 29 Lage | |         |       |
| Bild gesucht BW |                                                 | An der Hauptstraße 31 Lage | |         |       |
| Bild gesucht BW |                                                 | An der Hauptstraße 33 Lage | |         |       |
| Bild gesucht BW |                                                 | Hintergasse 2 Lage | |         |       |
| Bild gesucht BW |                                                 | Hintergasse 4 Lage | |         |       |
| Bild gesucht BW |                                                 | Hintergasse 6 Lage | (nur als Teil der Gesamtanlage)                                                                           |         |       |
| Bild gesucht BW |                                                 | Hintergasse 8 Lage | (nur als Teil der Gesamtanlage)                                                                           |         |       |
| Bild gesucht BW |                                                 | Hintergasse 14 Lage | |         |       |
| Bild gesucht BW |                                                 | Hintergasse 14a Lage | (nur als Teil der Gesamtanlage)                                                                           |         |       |
| Bild gesucht BW |                                                 | Hintergasse 16 Lage | (nur als Teil der Gesamtanlage)                                                                           |         |       |
| Bild gesucht BW |                                                 | Hintergasse 16a Lage | (nur als Teil der Gesamtanlage)                                                                           |         |       |
| Bild gesucht BW |                                                 | Hintergasse 18 Lage | |         |       |
| Bild gesucht BW |                                                 | Kirchhainer Straße 1 Lage | (nur als Teil der Gesamtanlage)                                                                           |         |       |
| Bild gesucht BW |                                                 | Kirchhainer Straße 3 Lage | (nur als Teil der Gesamtanlage)                                                                           |         |       |
| Bild gesucht BW |                                                 | Kirchhainer Straße 5 Lage | |         |       |
| Bild gesucht BW |                                                 | Kirchhainer Straße 7 Lage | (nur als Teil der Gesamtanlage)                                                                           |         |       |
| Bild gesucht BW |                                                 | Kirchhainer Straße 9 Lage | |         |       |
| Bild gesucht BW |                                                 | Kirchhainer Straße 11 Lage | |         |       |
| Bild gesucht BW |                                                 | Kirchhainer Straße 13 Lage | |         |       |
| Bild gesucht BW |                                                 | Littau 1 Lage | (nur als Teil der Gesamtanlage)                                                                           |         |       |
| Bild gesucht BW |                                                 | Littau 2 Lage | |         |       |
| Bild gesucht BW |                                                 | Littau 3 Lage | |         |       |
| Bild gesucht BW |                                                 | Littau 5 Lage | (nur als Teil der Gesamtanlage)                                                                           |         |       |
| Bild gesucht BW |                                                 | Littau 6 Lage | |         |       |
| Bild gesucht BW |                                                 | Littau 7 Lage | (nur als Teil der Gesamtanlage)                                                                           |         |       |
| Bild gesucht BW |                                                 | Littau 8 Lage | |         |       |
| Bild gesucht BW |                                                 | Littau 9 Lage | |         |       |
| Bild gesucht BW |                                                 | Littau 10 Lage | (nur als Teil der Gesamtanlage)                                                                           |         |       |
| Bild gesucht BW |                                                 | Littau 12 Lage | |         |       |
| Bild gesucht BW |                                                 | Littau 13 Lage | (nur als Teil der Gesamtanlage)                                                                           |         |       |
| Bild gesucht BW |                                                 | Littau 14 Lage | |         |       |
| Bild gesucht BW |                                                 | Littau 15 Lage | (nur als Teil der Gesamtanlage)                                                                           |         |       |
| Bild gesucht BW |                                                 | Littau 16 Lage | (nur als Teil der Gesamtanlage)                                                                           |         |       |
| Bild gesucht BW |                                                 | Littau 17 Lage | (nur als Teil der Gesamtanlage)                                                                           |         |       |
| Bild gesucht BW |                                                 | Littau 18 Lage | (nur als Teil der Gesamtanlage)                                                                           |         |       |
| Bild gesucht BW |                                                 | Littau 19 Lage | (nur als Teil der Gesamtanlage)                                                                           |         |       |
| Bild gesucht BW |                                                 | Littau 20 Lage | |         |       |
| Bild gesucht BW |                                                 | Littau 21 Lage | (nur als Teil der Gesamtanlage)                                                                           |         |       |
| Bild gesucht BW |                                                 | Littau 22 Lage | |         |       |
| Bild gesucht BW |                                                 | Littau 23 Lage | |         |       |
| Bild gesucht BW |                                                 | Littau 24 Lage | (nur als Teil der Gesamtanlage)                                                                           |         |       |
| Bild gesucht BW |                                                 | Littau 25 Lage | (nur als Teil der Gesamtanlage)                                                                           |         |       |
| Bild gesucht BW |                                                 | Littau 26 Lage | |         |       |
| Bild gesucht BW |                                                 | Littau 27 Lage | (nur als Teil der Gesamtanlage)                                                                           |         |       |
| Bild gesucht BW |                                                 | Littau 29 Lage | (nur als Teil der Gesamtanlage)                                                                           |         |       |
| Bild gesucht BW |                                                 | Littau 31 Lage | (nur als Teil der Gesamtanlage)                                                                           |         |       |
| Bild gesucht BW |                                                 | Mittelgasse 1 Lage | (nur als Teil der Gesamtanlage)                                                                           |         |       |
| Bild gesucht BW |                                                 | Mittelgasse 2/4/Schweinsberger Straße 7 Lage | |         |       |
| Bild gesucht BW |                                                 | Mittelgasse 3 Lage | |         |       |
| Bild gesucht BW |                                                 | Mittelgasse 5 Lage | |         |       |
| Bild gesucht BW |                                                 | Mittelgasse 6 Lage | (nur als Teil der Gesamtanlage)                                                                           |         |       |
| Bild gesucht BW |                                                 | Mittelgasse 7 Lage | (nur als Teil der Gesamtanlage)                                                                           |         |       |
| Bild gesucht BW |                                                 | Mittelgasse 8 Lage | |         |       |
| Bild gesucht BW |                                                 | Mittelgasse 9 Lage | (nur als Teil der Gesamtanlage)                                                                           |         |       |
| Bild gesucht BW |                                                 | Mittelgasse 10 Lage | |         |       |
| Bild gesucht BW |                                                 | Mittelgasse 11 Lage | |         |       |
| Bild gesucht BW |                                                 | Mittelgasse 12 Lage | |         |       |
| Bild gesucht BW |                                                 | Mittelgasse 14 Lage | |         |       |
| Bild gesucht BW |                                                 | Mittelgasse 15 Lage | |         |       |
| Bild gesucht BW |                                                 | Mittelgasse 16 Lage | |         |       |
| Bild gesucht BW |                                                 | Mittelgasse 17 Lage | |         |       |
| Bild gesucht BW |                                                 | Mittelgasse 18 Lage | |         |       |
| Bild gesucht BW |                                                 | Obergasse 1 Lage | (nur als Teil der Gesamtanlage)                                                                           |         |       |
| Bild gesucht BW |                                                 | Obergasse 2 Lage | (nur als Teil der Gesamtanlage)                                                                           |         |       |
| Bild gesucht BW |                                                 | Obergasse 3 Lage | (nur als Teil der Gesamtanlage)                                                                           |         |       |
| Bild gesucht BW |                                                 | Obergasse 4 Lage | (nur als Teil der Gesamtanlage)                                                                           |         |       |
| Bild gesucht BW |                                                 | Obergasse 5 Lage | (nur als Teil der Gesamtanlage)                                                                           |         |       |
| Bild gesucht BW |                                                 | Obergasse 6 Lage | (nur als Teil der Gesamtanlage)                                                                           |         |       |
| Bild gesucht BW |                                                 | Obergasse 7 Lage | |         |       |
| Bild gesucht BW |                                                 | Obergasse 8 Lage | |         |       |
| Bild gesucht BW |                                                 | Obergasse 9 Lage | (nur als Teil der Gesamtanlage)                                                                           |         |       |
| Bild gesucht BW |                                                 | Obergasse 10 Lage | |         |       |
| Bild gesucht BW |                                                 | Obergasse 11 Lage | (nur als Teil der Gesamtanlage)                                                                           |         |       |
| Bild gesucht BW |                                                 | Obergasse 12 Lage | |         |       |
| Bild gesucht BW |                                                 | Obergasse 13 Lage | |         |       |
| Bild gesucht BW |                                                 | Obergasse 14 Lage | |         |       |
| Bild gesucht BW |                                                 | Obergasse 16 Lage | (nur als Teil der Gesamtanlage)                                                                           |         |       |
| Bild gesucht BW |                                                 | Schweinsberger Straße 1 Lage | |         |       |
| Bild gesucht BW |                                                 | Schweinsberger Straße 2 Lage | (nur als Teil der Gesamtanlage)                                                                           |         |       |
| Bild gesucht BW |                                                 | Schweinsberger Straße 3 Lage | (nur als Teil der Gesamtanlage)                                                                           |         |       |
| Bild gesucht BW |                                                 | Schweinsberger Straße 4 Lage | (nur als Teil der Gesamtanlage)                                                                           |         |       |
| Bild gesucht BW |                                                 | Schweinsberger Straße 5 Lage | |         |       |
| Bild gesucht BW |                                                 | Schweinsberger Straße 6 Lage | (nur als Teil der Gesamtanlage)                                                                           |         |       |
| Bild gesucht BW |                                                 | Schweinsberger Straße 8 Lage | (nur als Teil der Gesamtanlage)                                                                           |         |       |
| Bild gesucht BW |                                                 | Schweinsberger Straße 9 Lage | |         |       |
| Bild gesucht BW |                                                 | Schweinsberger Straße 10 Lage | (nur als Teil der Gesamtanlage)                                                                           |         |       |
| Bild gesucht BW |                                                 | Schweinsberger Straße 11 Lage | (nur als Teil der Gesamtanlage)                                                                           |         |       |
| Bild gesucht BW |                                                 | Schweinsberger Straße 13 Lage | (nur als Teil der Gesamtanlage)                                                                           |         |       |
| weitere Bilder  | Kath. Pfarrkirche St. Blasius und St. Elisabeth | Zur Kirche 1 Lage | Kirchhof mit Ringmauer, Flankenturm, Rundbogentor, figürliche Grabsteine, Friedhofskreuz, Piete, Kruzifix |         |       |
| Bild gesucht BW |                                                 | Zur Kirche 2 Lage | hinten links ein weiteres Gebäude                                                                         |         |       |
| Bild gesucht BW |                                                 | Zur Kirche 3 Lage | |         |       |
| Bild gesucht BW |                                                 | Zur Kirche 4 Lage | |         |       |
| Bild gesucht BW |                                                 | Zur Kirche 6 Lage | |         |       |
| Bild gesucht BW |                                                 | Zur Kirche Lage | Wirtschaftsbau auf der Einmündung                                                                         |         |       |

## Einzeldenkmale
| Bild            | Bezeichnung  | Lage                               | Beschreibung | Bauzeit | Daten |
| --------------- | ------------ | ---------------------------------- | ------------ | ------- | ----- |
| Bild gesucht BW | Daußmühle    | Allendorfer Straße 27 Lage         |              |         |       |
| Bild gesucht BW | Kruzifix     | Alte Niederkleiner Straße Lage     |              |         |       |
| Bild gesucht BW | Kruzifix     | Am Obertor Lage                    |              |         |       |
| Bild gesucht BW | Mariengrotte | Homberger Weg Lage                 |              |         |       |
| Bild gesucht BW | Bildstock    | Lehrbacher Straße Lage             |              |         |       |
| Bild gesucht BW | Kruzifix     | Münchhäuser Weg Lage               |              |         |       |
| Bild gesucht BW |              | Münchhäuser Weg Lage               |              |         |       |
| Bild gesucht BW | Nixmühle     | Nixmühle 2 Lage                    |              |         |       |
| Bild gesucht BW | Sälzerkreuz  | Rüdigheimer Straße Lage            |              |         |       |
| Bild gesucht BW |              | Schweinsberger Straße 18 Lage      |              |         |       |
| Bild gesucht BW | Bildstock    | Schweinsberger Straße/Obertor Lage |              |         |       |